# Caprodon krasyukovae
Caprodon krasyukovae, tên thường gọi là Krasyukova's perch, là một loài cá biển thuộc chi Caprodon trong họ Cá mú. Loài này được mô tả lần đầu tiên vào năm 1983.

## Phân bố và môi trường sống
C. krasyukovae có phạm vi phân bố ở vùng biển Tây Nam Thái Bình Dương. Loài này chỉ được tìm thấy ở bờ đông nước Úc: gần phía bắc của bang Queensland; bờ biển bang New South Wales (đến Sydney); đảo Norfolk; sống núi ngầm Lord Howe. Chúng xuất hiện ở thềm lục địa, xung quanh các rạn san hô và đá ngầm ở độ sâu khoảng từ 55 đến 300 m.

## Mô tả
C. krasyukovae trưởng thành có chiều dài cơ thể lớn nhất được ghi nhận là 47 cm. Thân thuôn dài, hình bầu dục. Cá đực có thân trên màu hồng sáng với các vệt vàng; màu xám ở hai bên thân và thân dưới. Đầu có màu hồng với một dải màu vàng từ sau mắt đến rìa của mang; mống mắt màu vàng sáng. Trừ vây ngực, các vây còn lại có màu hồng. Các tia vây đuôi ở giữa dài hơn và có màu vàng; trung tâm vây đuôi có màu vàng sậm. Đuôi của cá mái và cá con hình lưỡi liềm; thân màu vàng - hồng với các dải màu sẫm.
Số gai ở vây lưng: 10; Số tia vây mềm ở vây lưng: 21 (tia thứ 15 đến 17 vươn dài hơn so với các tia khác); Số gai ở vây hậu môn: 3; Số tia vây mềm ở vây hậu môn: 8; Số gai ở vây bụng: 1; Số tia vây mềm ở vây bụng: 5; Số đốt sống: 27.
Thức ăn của C. krasyukovae là các loài sinh vật phù du và động vật giáp xác. C. krasyukovae được đánh chủ yếu bởi những người câu cá giải trí.